# Uleiota debilis
Uleiota debilis là một loài bọ cánh cứng trong họ Silvanidae. Loài này được LeConte miêu tả khoa học năm 1854.